# مزرعه سیدها
مزرعه سیدها یک منطقهٔ مسکونی در ایران است که در دهستان قهاب رستاق واقع شده‌است.